# Društvo za hrvatsku povjesnicu
Društvo za hrvatsku povjesnicu je središnje povijesno društvo u Hrvatskoj. Zagreb Objavljuje časopise Povijest u nastavi i Historijski zbornik.